# Айям
Айям — небольшая фигурка из олова, свинца или меди в виде петуха. 
Айямы выпускали колониальные голландские и португальские власти в XVI—XX столетиях для использовании на территории Малаккского полуострова, островов Явы и Суматры для использования в качестве денег. Своё название слитки получили по транслитерации малайского слова «петух» (малайск. ayam).
По своей сути айям являлся товарными деньгами, т. е. товаром, который используется как средство обмена.